# Afumați (okręg Ilfov)
Afumați – wieś w Rumunii, w okręgu Ilfov, w gminie Afumați. W 2011 roku liczyła 7917 mieszkańców.